# Jean-François Bernard
Jean-François Bernard, född 2 maj 1962 i Luzy, Bourgogne, är en tidigare professionell tävlingscyklist från Frankrike. Han blev professionell 1984 med det franska stallet La Vie Claire, för vilka Bernard Hinault tävlade. Bernard sågs som Hinaults efterträdare i etapplopp efter 1986, när Hinault avslutade sin karriär.
Han bar den gula ledartröjan i Tour de France 1987 under en del av tävlingen och vann två etapper, ett tempolopp men även etapp 18, uppför den mytomspunna bergstoppen Mont Ventoux. Han slutade tävlingen trea efter Stephen Roche och Pedro Delgado.
Under 1988 vann han tre etapper under Giro d'Italia. Han bar den rosa ledartröjan men kraschade i en icke-upplyst tunnel och var tvungen att avslutade tävlingen på grund av en skadad rygg. Året därpå utvecklades det fibros i Bernards vänsta knä och han behövde en operation.
Jean-François Bernard avslutade inte Tour de France 1990, med anledning av en skada som han fått av att sitta på cykelsadeln, en operation krävdes. Men Jean-François Bernard var aldrig igen en utmanare i Grand Tour-sammanhang, vilket han valde själv. 1991 blev han medlem av det spanska cykelstallet Banesto, för vilka Miguel Indurain och Pedro Delgado tävlade. Bernard hjälpte Indurain att ta sina fem segrar i tävlingen (1991, 1992, 1993, 1994, 1995).
Bernard vann Paris-Nice 1992. Han vann också Critérium International under samma år.
Han avslutade sin professionella cykelkarriär 1996 och hade då tagit 52 professionella segrar i sin karriär. Bernard arbetar som konsult för L'Équipe, L'Équipe TV och Eurosport.

## Meriter
- 1983
  - Circuit de Saône-et-Loire
  -  Frankrike Nationsmästerskapen - linjelopp (amatör)

- 1985
  - Etapp 5a, Schweiz runt

- 1986
  - Châteauroux - Classic de l'Indre
  - Tour Méditerranéen
  - Etapp 5a, Tour Méditerranéen
  - Coppa Sabatini
  - Prolog, Dauphiné Libéré
  - Etapp 7b, Dauphiné Libéré
  - Prolog, Romandiet runt
  - Etapp 5b, Romandiet runt

- 1987
  - GP de la Ville de Rennes
  - Etapp 4, Paris-Nice
  - Giro dell'Emilia

- 1990
  - Etapp 8b, Paris-Nice
  - Etapp 7, Herald Sun Tour

- 1991
  - Circuit de l'Aulne

- 1992
  - Polynormande
  - Circuit Cycliste de la Sarthe
  - Etapp 4a, Circuit Cycliste de la Sarthe
  - Paris-Nice
  - Etapp 9, Paris-Nice
  - Critérium International
  - Etapp 3, Katalonien runt

- 1993
  - Circuit Cycliste de la Sarthe
  - Etapp 4a, Circuit Cycliste de la Sarthe